# Bograd
Bograd (en rus: Боград) és un poble de la República de Khakàssia, a Rússia, que en el cens del 2010 tenia 4.670 habitants. És la seu administrativa del districte homònim.

## Pobles del districte de Bograd.
Abakano-Perevoz